# La pelota de letras
La Pelota de Letras. es un monólogo cómico del colombiano Andrés López, quien es considerado el pionero del género stand-up comedy en Colombia.

## Comedia en vivo
La primera función se realizó en febrero de 2004, en Hard Rock Café Bogotá y a la fecha Andrés López sigue presentándose con La Pelota de Letras en diferentes escenarios en Colombia y en el exterior. Esta obra ha sido considerada como un análisis socioantropológico de las últimas cuatro generaciones en Colombia. Más de 1500 funciones se han realizado con un total de más de 2 millones de asistentes y sus versiones cambian de acuerdo con país o región en la que se presente López. De acuerdo con la revista Semana, Andrés López, su artífice, es considerado uno de los cuarenta, menores de cuarenta años, protagonistas de la historia de Colombia en los próximos años.

## La Pelota de Letras en DVD
En diciembre de 2005, en Hard Rock Café Bogotá Andrés López lanzó al mercado La Pelota de Letras en formato DVD bajo la producción y sello de Universal Music Colombia, con el propósito de difundir su obra a los colombianos que viven fuera del país y para motivar a las personas a comprar el DVD original y de esta manera combatir la venta del DVD pirata que circuló durante todo el año por todo el mundo..

## Gira Internacional
López ha presentado La Pelota de Letras en numerosas ciudades colombianas y en el exterior. En enero de 2005, Las presentaciones en Estados Unidos tuvieron un lleno total en las ciudades de Miami y Nueva York, debido a este éxito recibió su primer premio internacional, el Premio “HOLA”, en la categoría de "Outstanding Solo Performance".
El 2 de marzo de 2006 Universal Music Colombia le entregó a Andrés López el DVD de diamante por superar los 60.000 DVD originales vendidos, lo que convirtió a La pelota de letras en el DVD más vendido en la historia de Colombia. A esta especial celebración fue invitado el cantante dominicano Wilfrido Vargas quien subió al escenario y agradeció a López el difundir por medio de la obra, su música famosa en los años 80.
Andrés López ha venido realizando exitosas giras Internacionales con adaptaciones especiales de La Pelota de Letras en diferentes países, las ciudades que ha visitado han sido: Madrid, Barcelona, Pamplona, Valencia, Palma de Mallorca, España; Los Ángeles, CA; Panamá, Panamá; Quito, Ecuador; Toronto, Montreal y Londres, Sídney, Melbourne, Brisbane, Canadá; Nueva York, NY; Miami, FL; Greenville, NC; Houston, TX; Orlando, FL; Atlanta, GA; Queens, NY; Elizabeth, NJ, Boston, MA, San José, Costa Rica; Caracas, Maracaibo, Barquisimento, Mérida, San Cristóbal y Valencia, Venezuela y México DF, México; Santiago, Chile. A las presentaciones han asistido desde 700 a 4,500 personas por evento, promocionando su obra gracias a los colombianos que viven en el exterior y a personas de varias nacionalidades que lo apoyan. López también enseñar a nuevos comediantes el arte del Stand up Comedy en Colombia con su Taller de Comedia.

## Cuerpo central de la obra
El nombre de la obra hace alusión a un tipo de balón de caucho que fue usado por los niños de las décadas de 1970-1980 y del cual relata los cambios de las distintas generaciones que comprendieron durante la segunda mitad del siglo XX.
Esta obra ha sido construida basándose en varias obras que el autor ha representado anteriormente en los últimos 18 años en teatros y en Universidades, entre otras: "A lo Vietnam",“El Vengador Académico”, “Quién Vuela?”, “Pasos para un rumbeo”, “Cuentos de un estudiante de Derecho”, “Crónicas de Parciales”, “Corabastos New Wave”, “Detrás del Kreatón”, “La Generación de la Guayaba” y "Deme una @ de guayaba .com"
Otras obras en compañía de otros actores como: "Y si es tan fácil por qué no lo hacen ellos?", "A que te cojo ratón" y otras. 
El trabajo de López tiene un método Etnográfico, y utiliza las herramientas de la disciplina de la Antropología, que le permiten dar cuenta, como dice el, de “lo vulnerable” de los seres humanos. Las descripciones de las personas, las actitudes, los escenarios dan cuenta que de López vivió y convivió con familias de estratos 3 y 4 en varias ciudades de Colombia.

En La Pelota de Letras Andrés López divide las generaciones:
1. Generación W: Que es alusivo a las vanguardias artísticas, literarias y juveniles en Colombia entre 19XX a 1968.; De ella son los papás y mamás por convicción no por accidente.
2. Generación de la Guayaba: Esta generación es a la que pertenece el autor (1969 a 1974) y da el predominio a la música merengue y a la introducción de los primeros dibujos animados japoneses, conocidos como animes, y a las series estadounidenses en la televisión Colombiana, en síntesis al Hombre Nuclear.;
3. Generación X: Es el periodo de 1975 a 1980 y se da el desarrollo y experiencia de los primeros intercambios culturales y la difusión de otras lenguas. Su lema es Confunde y reinarás. “Se caracteriza por su confusión de pensamiento, palabra, obra y profesión, tal vez porque es una generación de hijos del divorcio o, lo que es lo mismo, de los hippies soñadores de los años 60. Son los que están haciendo pos grados, trabajando en multinacionales” A.L.;
4. Generación Y: Comprendido de 1981 a 1992, caracterizado por la exaltación a la belleza y al arte "Todos son bonitos" . Su lema Tenemos un mundo aparte, nadie sabe que es.;
5. Generación Z: De 1993 al 11 de septiembre de 2001 por la mañana, caracterizado por la globalización y el predominio difusor de la animación europea y estadounidense.; Ellos desean dominar el mundo.
6. la última generación es la AA, que viene después del 11 de septiembre por la tarde de 2001, que podría caracterizarse, según el autor, por el ambiente del terrorismo y la difusión intensiva de los videojuegos. Ellos quieren oprimir "Ctrl"+"Alt"+"Supr" en el teclado del mundo. Andrés López creció y estudió en el barrio Modelia. La historia del barrio es la historia de las diferentes generaciones como si fueran vidas paralelas.

## Medios
"Yo me tomé un atrevimiento promiscuo al nombrar estas categorías de manera totalmente arbitraria. Había buscado quién se había tomado el trabajo de estudiar las generaciones y comprobé que sólo los periodistas de la revista Life habían hablado del Baby Boom, la posguerra, los hijos de Vietnam, la generación X, los hippies... Yo pensaba que era de la generación X hasta que en los '90 empecé a hablar de la generación de la guayaba, una fruta tan generosa que nace en cualquier parte, y con cuyo jugo nos crían. Y así es mi generación, generosa" Andrés López, Gira 2006. Madrid, España. Entrevista para el Periódico El Latinoamericano